# João Capistrano de Abreu
João Capistrano d'Abreu (Maranguape, Ceará, 23 d'octubre de 1853 - Rio de Janeiro, 13 d'agost de 1927) va ser un historiador brasiler. Un dels primers grans historiadors de Brasil, va treballar també en els camps de l'etnografia i de la lingüística. La seva obra és caracteritzada per una rigorosa recerca de les fonts i per una visió crítica dels fets històrics.

## Biografia
Va realitzar els seus estudis primaris i secundaris a Fortaleza i Recife, traslladant-se a Rio de Janeiro el 1875. En aquesta ciutat es va emprar en la famosa Llibreria Garnier, passant a col·laborar en el periòdic Gazeta de Notícias. Nomenat oficial de la Biblioteca Nacional (1879), es va inscriure en un concurs oficial del Col·legi Pedro II per a una plaça de professor de Corografía i Història de Brasil (1883). La tesi que va presentar versava sobre el descobriment de Brasil i el seu desenvolupament el segle xvi, considerada com una de les més importants obres en historiografia d'història de Brasil. Aprovat, va prendre possessió del càrrec en 23 de juliol de 1883, havent-lo exercit fins a 1899, quan Epitácio Pessoa, llavors ministre de Justícia, va determinar annexionar l'ensenyament d'història de Brasil amb el d'història universal. En senyal de protesta, Capistrano va rebutjar donar lliçons de la nova disciplina, preferint mantenir-se disponible per dedicar-se a la recerca.

## Obres[1]
- Estudo sobre Raimundo da Rocha Lima (1878)
- José de Alencar (1878)
- A língua dos Bacaeris (1897)
- Capítulos de História Colonial (1907)[3]
- Dois documentos sobre Caxinauás (1911-1912)
- Os Caminhos Antigos e o Povoamento do Brasil (1930)
- O Descobrimento do Brasil
- Ensaios e Estudos (1931-33, póstumo)
- Correspondência (1954, póstuma)